# Johann Merz von Quirnheim

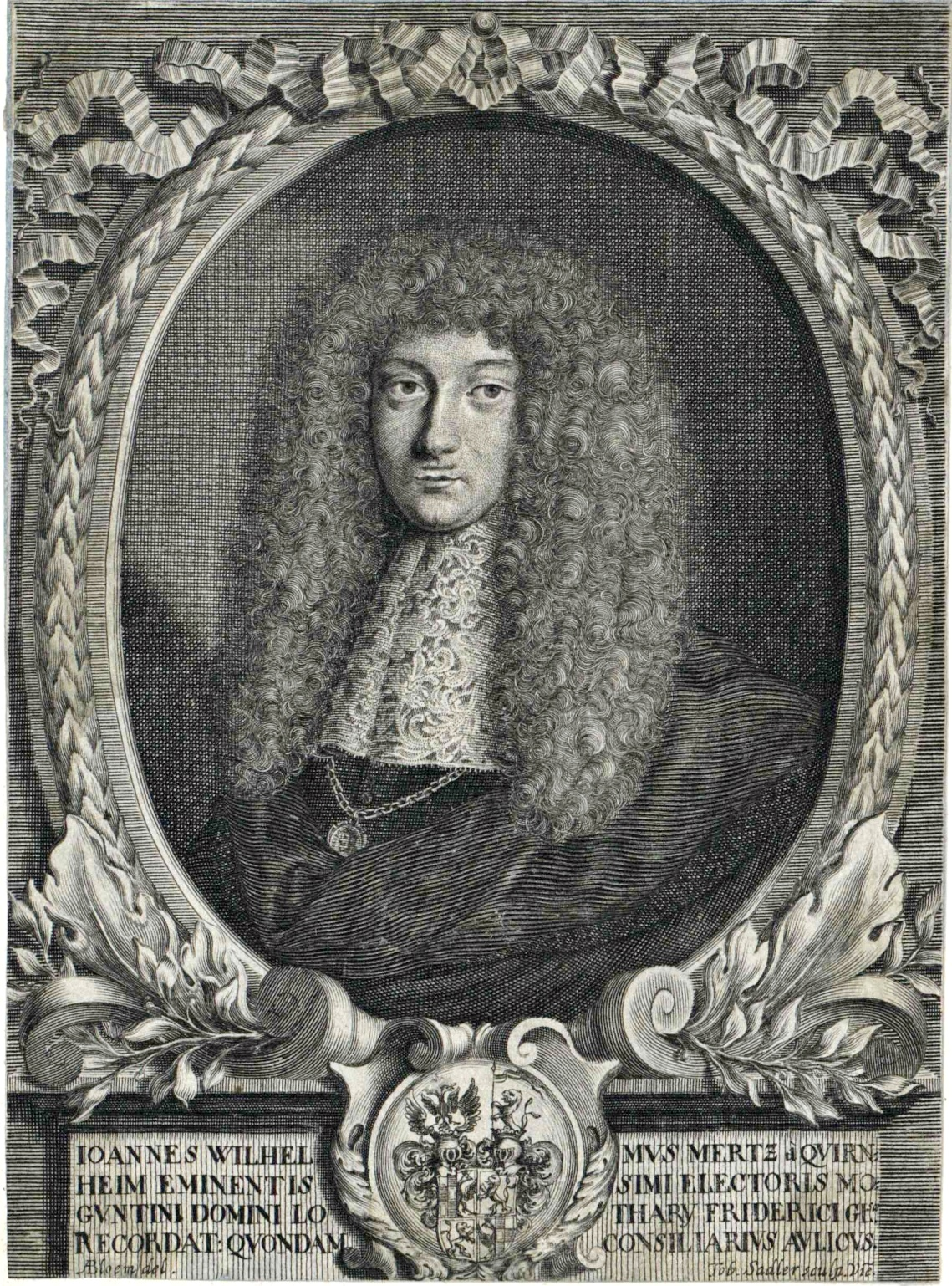
Johann Wilhelm Merz von Quirnheim. Der Stich von Tobias Sadler († 1730) zeigt auch die 1675 vom Kaiser verliehene Medaille

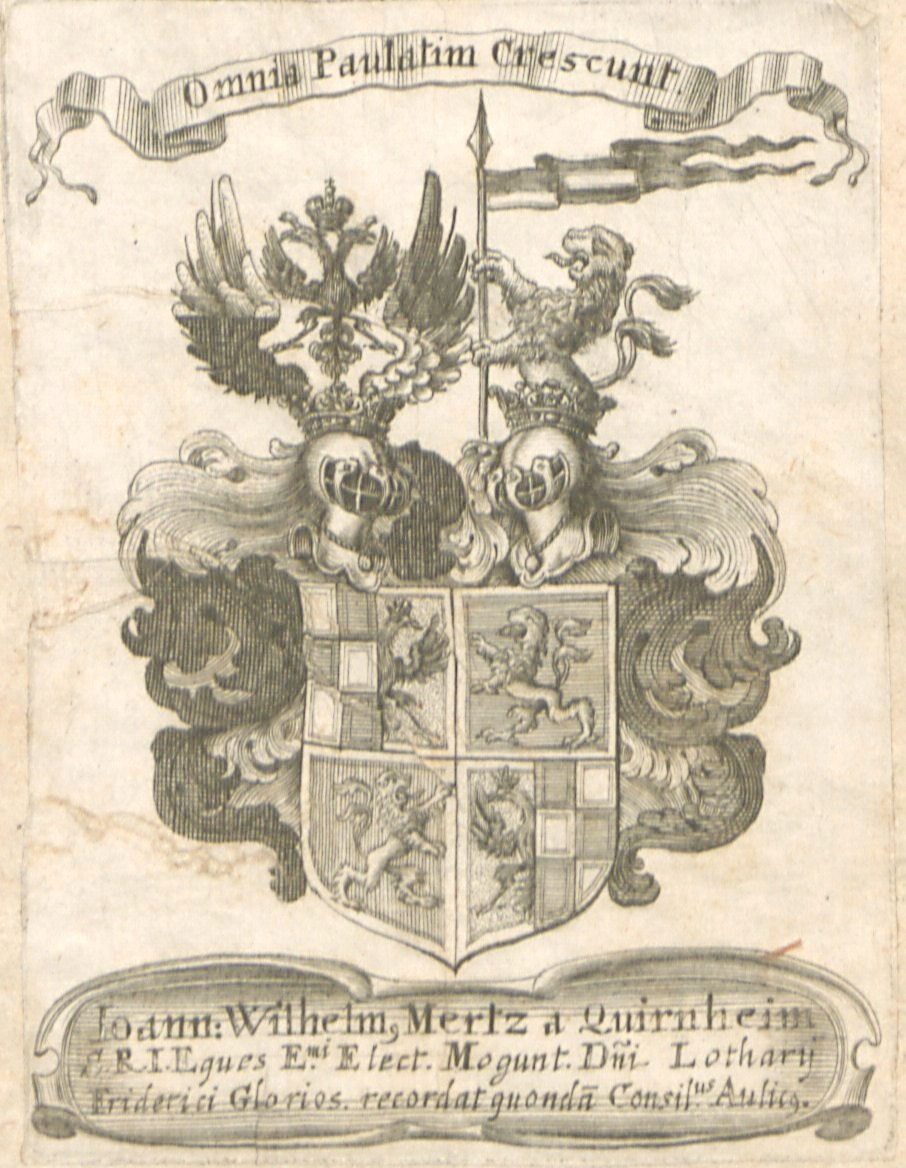
Wappen um 1685

Freiherr Johann Philippus Wilhelm Merz von Quirnheim, auch Johann Mertz von Quirnheim (* 25. März 1652 in Mainz; † 1718 oder 1728 in Mainz; beigesetzt Grablege Quirnheim-Boßweiler) war ein deutscher Adliger, Jurist und Diplomat in den Diensten des Kurfürsten zu Mainz und von Kaiser Leopold I.
Er war schon in jungen Jahren Geheimer Rat des Kurfürsten und gegen Ende seines Lebens von 1697 bis 1718 hoher Richter in Mainz als Stadtschultheiß und kurfürstlicher Hof- und Revisionsrat. In Wien wurde er vom Kaiser zum Richter am Reichshofrat berufen. Nach der Ernennung zum Kaiserlichen Rat und zum Hofpfalzgrafen war er Botschafter in London.

## Leben

### Herkunft
Johann Wilhelm Merz war Mainzer und entstammt dem adligen Rats- und Schöffengeschlecht Merz, dessen Ursprung nicht komplett geklärt ist; die Erblichkeit des Standes ist erst für 1442 bewiesen und Ritterbürtigkeit wird angenommen. Johann Wilhelm wurde als Sohn des Quirinus von Merz und der Maria Köhl gen. Spes geboren, er wurde am 26. März 1652 in der Kirche St. Quintin (Mainz) getauft. Nach Abschluss seines Studiums der Rechtswissenschaften 1671 war er kurzfristig in Speyer am Reichskammergericht tätig, um bereits im Alter von 21 Jahren als Geheimer Rat in die Dienste des Erzbischofs von Mainz zu treten. 1674 wurde er vom deutschen Kaiser zum Reichshofrat berufen, zu diesem Zeitpunkt begann wohl auch eine wissenschaftliche Arbeit in Wien, die mit seiner Habilitation 1680 endete.

### Reichsritterstand
Die Verdienste des Vaters und Johann Merz selbst führte zur gemeinsamen Erhebung in den Reichsritterstand mit dem erblichen Titel Merz von Quirnheim am 1. Juni 1675 durch Kaiser Leopold I. Die verliehene Medaille mit dem Bildnis des Kaisers ist auf dem Bildnis des Johann Wilhelm, aufbewahrt in der Pfarrei in Quirnheim, deutlich erkennbar. Der Kupferstich von Johann Sadler, Hofkupferstecher aus einer bekannten flämischen Künstlerfamilie, hat den handschriftlichen Vermerk: „Dem Erbauer der Kirche zu Boßweiler im Jahre 1707“.

### Werdegang
Wie sein Vater wendete er sich nach dem Tod des Mainzer Kurfürsten Lothar Friedrich von Metternich nach Norden. Vom 1. Dezember 1675 bis zum 29. September 1677 war er Vizekammersekretär am Kammergericht in Hannover und anschließend als Agent und Korrespondent für Hannover in Wien tätig. Schon während seiner Zeit in Mainz hatte er engen Kontakt zu Gottfried Wilhelm Leibniz, der ab dem Jahre 1670 am Oberrevisionsgericht tätig war. Aber gleich Vater und Sohn Merz musste auch Leibniz 1675 seinen Dienst quittieren und ging gleichfalls in hannoveranische Dienste. Es muss eine sehr enge Beziehung zwischen Johann Wilhelm und Leibniz bestanden haben. Am 13. März 1679 teilte er Leibniz mit, dass sein Werk „Speculum successionis universae“ fertig sei und nunmehr unter den Büchern der Herbstmesse zu finden sein werde. Bei dem Werk handelt es sich um eine Vergleichung des Erbfolgerechts nach dem zivilen, dem kanonischen und dem Lehensrecht. In dem Schreiben an Leibniz bat er diesen um einleitende Verse, in denen seine Dienste beim Kaiserhof, bei Kurmainz und anderen Fürsten, aber auch seiner Reisen in das In- und Ausland und seiner Sprachkenntnisse empfehlend gedacht wird. Das Epigramm, das Leibnitz verfasste, ist auch in seinem Werk „Sämtliche Schriften und Werke“ Band I/2 Seite 349 abgedruckt. Dieses Werk erschien 1692 in Nürnberg. Leibniz unterschrieb im Original 1680 mit "G.G.L.L." Das in Latein abgefasste Epigramm (Original links) lautet in seiner Übersetzung (rechts):
Gottfried Wilhelm Leibniz um 1679:

Aus dem Werk von Johann Wilhelm Merz; G.G.L.L. für Gottfried Wilhelm Leibniz

„Oh Merz, du Schüler der hoheitsvollen Göttin des Rechts,

vom Kaiserhof, der Richterspruch erteilt für alle Welt.

Erörterst Du Erbfolgen in gelehrtem Buch.

Du selbst verdienst zu erheben das Lob der Männerschar,

Durch die dieser edle Stoff schon längst behandelt ist.

Gar viel gelesen haben muß, gar viel gesehen,

wer so zu schreiben wagt. Dir fehlt von beiden nichts.

Hohe Schulen,Reisen hast du verbunden mit Redekunst

auch Sprachen und Hofdienst. Speyer rüstet erstmals dich

zur Übung im Recht und gab dir als Erste ein Amt,

woraus des Jünglings Mut zu höherem Hoffnung schöpft.

Geziemend sie dann zu erfüllen war Mainz bereit

und deinem Ratschlag gewährte es einigen Raum.

Hannover drauf in Gnaden hielt nicht gar lange fest,

den gern empfangen,doch bald wieder scheidenden Gast.

Noch weitaus höheren Lohn verheißt der jetzige Ort,

wo der Kaiser selbst geneigt sich erweist, der Tüchtigkeit,

gedenk zu sein. Glückauf denn zu so einem hohen Herrn!

Den Kreis, den Speyer verheißungsvoll beschritten hat,

vollende Wien, wobei jedes den Kaiser inmitten hat.“

G.G.L.L.

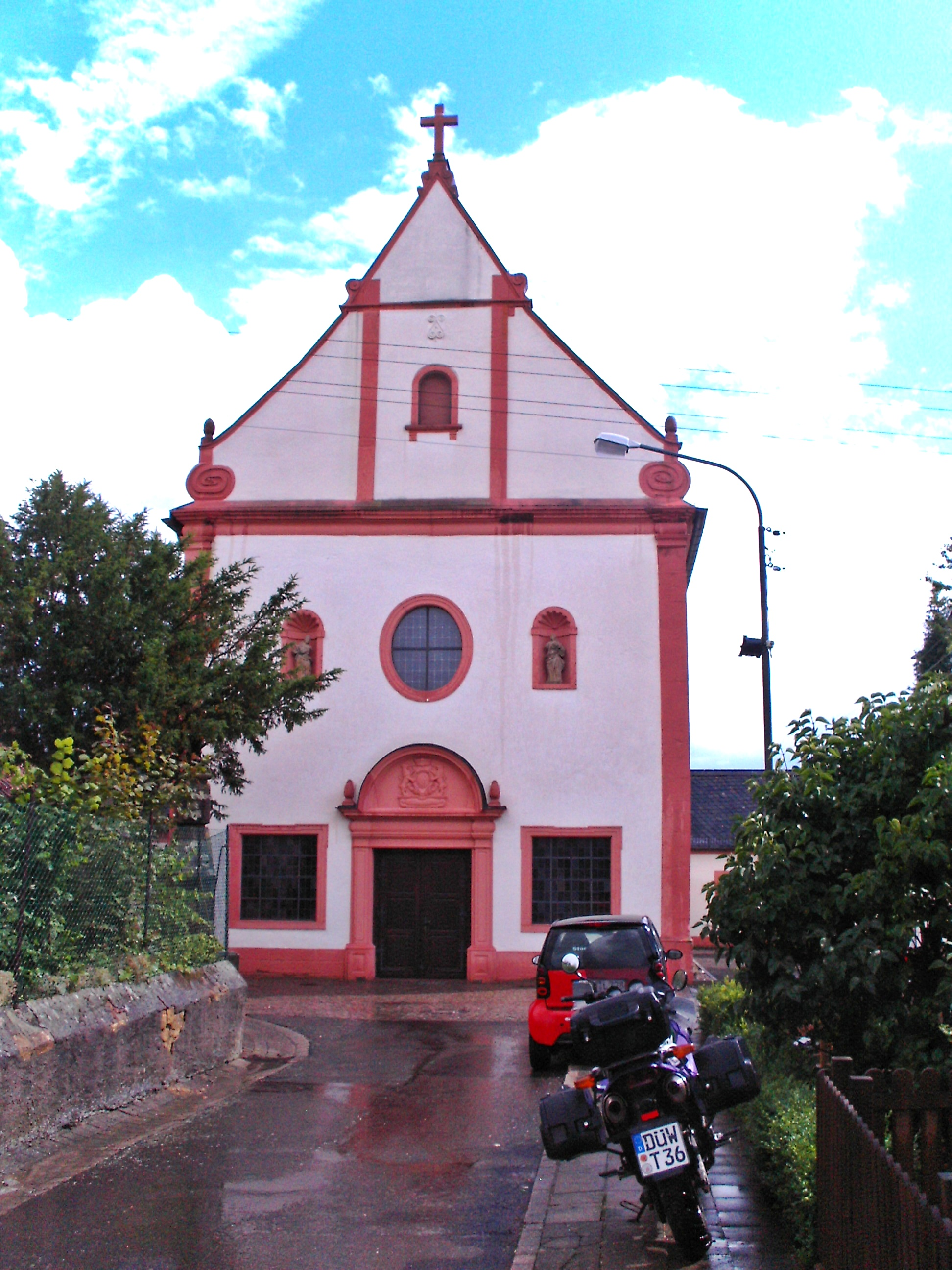
Die barocke Pfarrkirche St. Oswald in Boßweiler, erbaut durch
Johann Wilhelm Merz

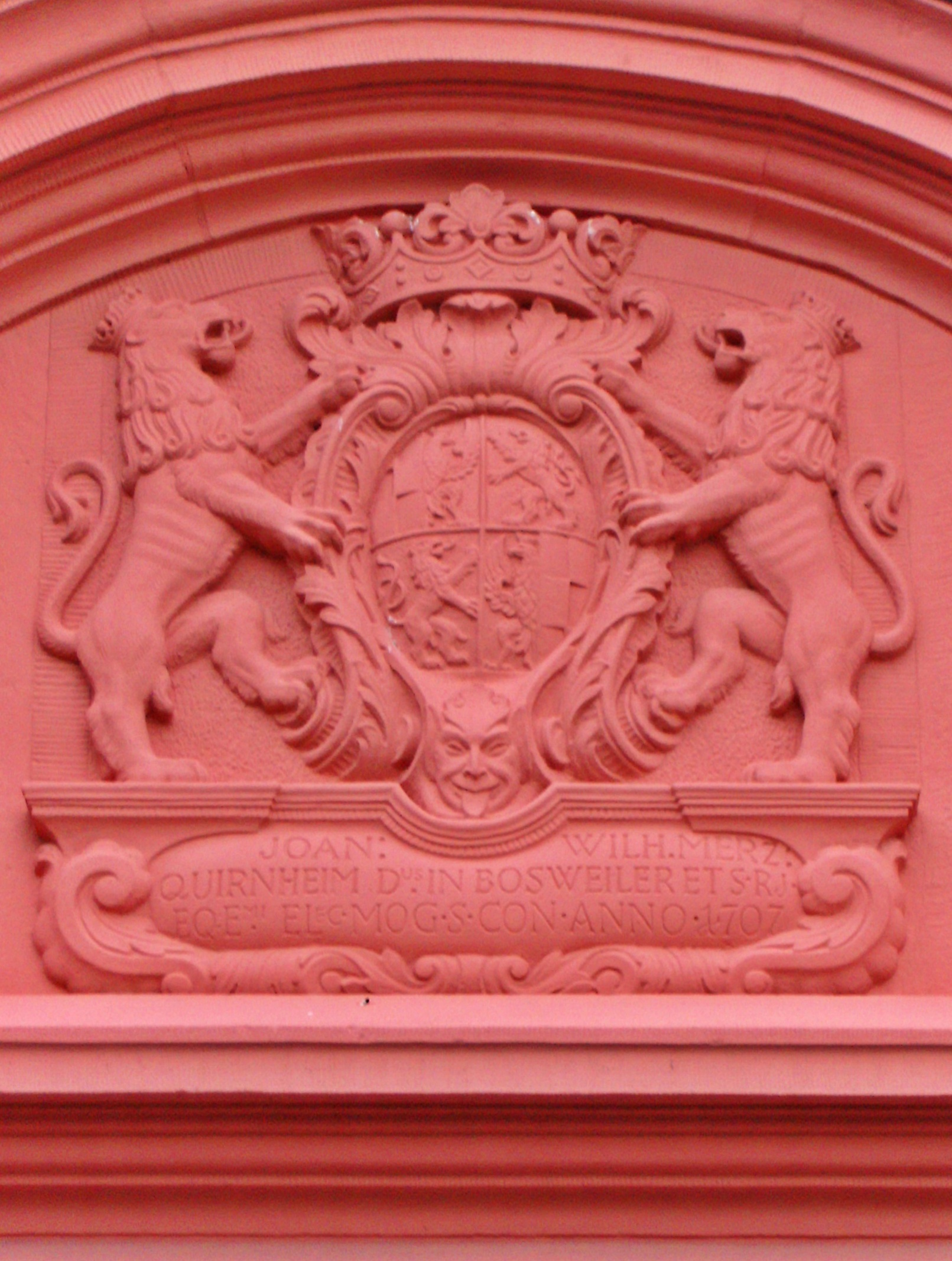
Stifter-Inschrift und
Wappen des Johann Wilhelm Merz am Portal der Pfarrkirche St. Oswald, Boßweiler

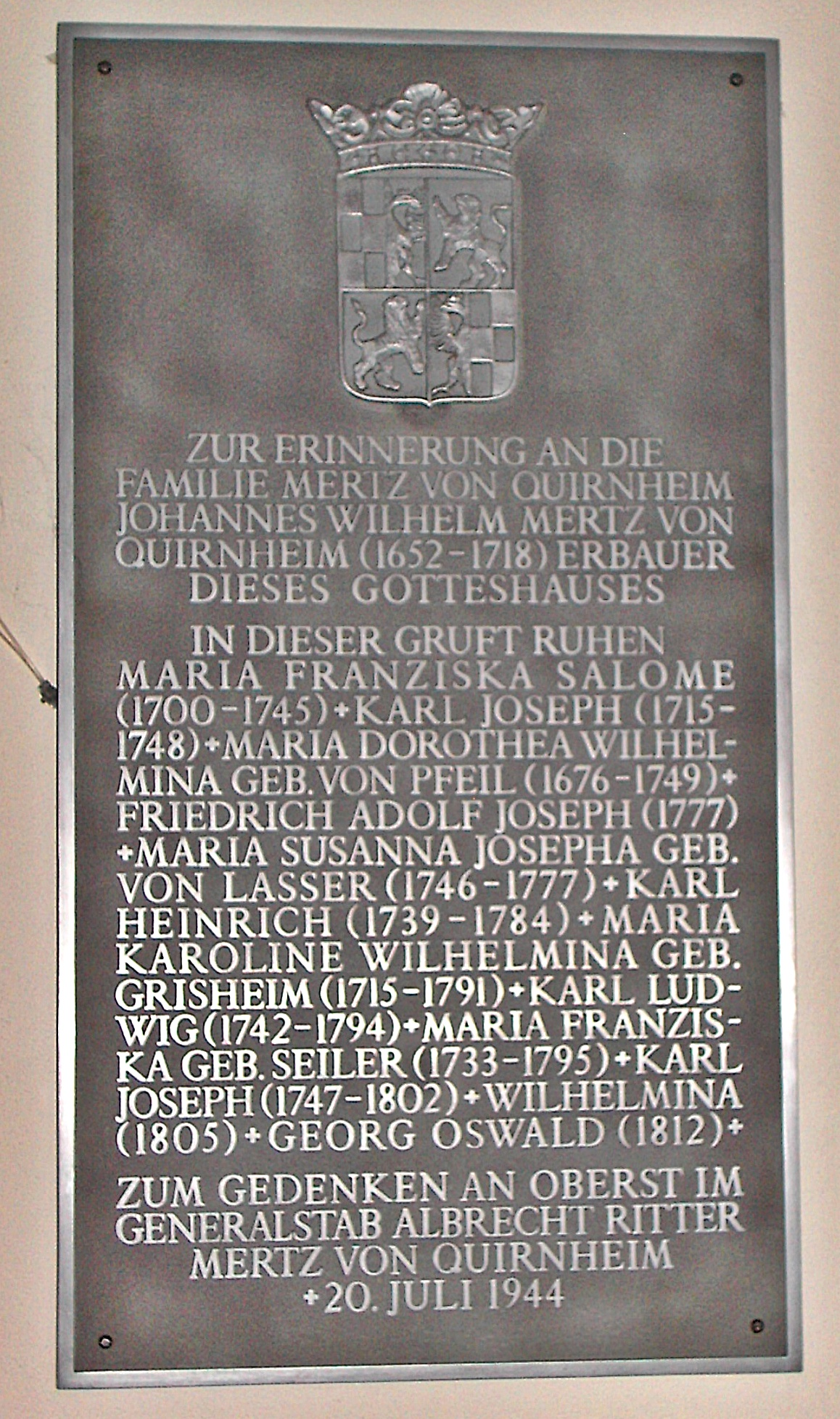
Metall-Epitaph in der Familiengrablege, kath. Pfarrkirche St. Oswald, Quirnheim-Boßweiler

Wann Johann Ritter des Malteser-Ordens (Johanniter) wurde, ist nicht überliefert. Bekannt ist, dass er 1682 Kanzler der deutschen Abteilung wurde, um am 23. Dezember 1685 das Amt an Franz Xaver Graf von Heissenstein zu übergeben; er war zwischenzeitlich auch als Referent der Oberämter Kantheim, Bischofsheim und Amorbach vermerkt.
Ein kaiserliches Bewilligungsdokument vom 14. Februar 1685 besagt, dass ihm der kaiserliche Ratstitel und das Palatinat verliehen wurde.
Danach war er im diplomatischen Dienst, unter anderem zwischen 1685 und 1692 in London.
Ab 1697 bis zu seinem Tode 1718 stand er wieder in Mainzer Diensten, er wurde Stadtschultheiß (auch Hof- und Revisionsrat) des weltlichen Gerichts.

### Familie und Besitz
Johann Wilhelm heiratete 1680 Eleonore von Freins, „...Tochter des Johann Daniel von Freins-Nordstrand, adelichen Geheimrathes und Groß-Küchenmeisters von Holstein-Gottorp...“; ihre jüngere Schwester Hedwig Eleonore heiratete in die später geadelte Familie Pelser ein. Der frühe Tod seiner Schwiegereltern 1682 erweiterte seine Liegenschaften durch das Erbe seiner Frau.
Dem Artikel „Ein altes Schleswiger Haus und die Familien Mecklenburg und Freins“ in der Zeitschrift „Gesellschaft für Schleswig-Holstein“ vom Jahre 1909 ist zu entnehmen, dass die Familie Freins Güter auf Nordstrand und in Holstein hatte. Dieser Sachverhalt wird durch einen handschriftlichen Hinweis im Landesarchiv Speyer bestätigt, worin angeführt wird, dass sein Vater Quirin des Öfteren auf den Liegenschaften in Schleswig-Holstein weilte. Weitere Besitzungen sind in Bruchsal, Bodenheim und Hechtsheim bekannt; 1698 beklagt er den Verlust von 20.000 fl. speziell auf den Gütern in Quirnheim und Bruchsal, hierbei könnte es sich um Kriegsschäden von 1686 bis 1697 gehandelt haben. Demnach besaß Johann Wilhelm um das Jahr 1697 Güter in Kurpfalz, Kurmainz, Kurhannover und im Herzogtum Gottorf (Königreich Dänemark).
Johann Wilhelms Gemahlin starb 1698 und hinterließ 6 unmündige Kinder, wovon das Jüngste erst 13 Tage alt war. Noch im gleichen Jahr ehelichte er die Nichte seiner Stiefmutter, Dorothea Wilhelmina von Pfeil aus Minden. Sein Vater Quirin wie auch Johann weilten nur selten in Quirnheim, sein Hauptwohnsitz war in Mainz. Erst nach den großen Verlusten durch den Pfälzischen Erbfolgekrieg wurde Quirnheim zum Hauptsitz.
In den Kirchenbüchern von Boßweiler wird später jedoch immer die „Villa Wilhelmina“, nach dem Vornamen seiner zweiten Frau, angeführt. Salar schreibt, „das alte herrschaftliche Schlösschen soll einstöckig gewesen sein und hatte außer den Wohnräumen einen Saal und vier Erker besessen“. Der Gutshof ist noch erhalten. Die Scheuer des Gutes trägt auf der Giebelseite das Wappen der Familie Merz.

### Freiherrenstand
Eine Erhebung in den Freiherrenstand ist für Johann Wilhelm als Adelsdiplom nicht mehr nachzuweisen; nach Familienüberlieferung sollen viele Dokumente durch den franz. Überfall 1792 verloren gegangen sein, das aus Wien angeforderte Original soll noch 1805 beim Reichskammergericht vorgelegen haben, welches 1806 aufgelöst wurde.
Bereits 1699 wird er vom Heidelberger Statthalter Philipp Ludwig (Leiningen-Rixingen) in einer Kirchenbucheintragung als „Freyherr Merz“ bezeichnet. Hundert Jahre später werden Angehörige der Familie in mindestens 3 Prozessen unwiderrufen vorm Reichskammergericht als „Freyherrn von Merz“ bezeichnet und in königlich bayerischen Akten wird die Herrschaft Quirnheim und Bosweiler als ehemalige/verlorene Baronie nach der französischen Revolution aufgeführt.

## Gestiftete Kirchengebäude
Lill führt in seinem Buch Die Kunstdenkmäler der Pfalz einige Stiftungsgegenstände an. Darunter die in den Jahren 1700 bis 1706 erbaute Kirche in Boßweiler. Stifter der Kirche ist Johann Wilhelm. Über dem Portal ist das Wappen derer von Merz angebracht. Es trägt die Inschrift:
- JOAN: WILH. MERZ: QUIRNHEIM. DUS. IN BOSWEILER ET  S. R. J. EQ: EMI. ELEC. MOG. S. CON. ANNO 1707 = JOANNES WILHELMUS MERZ (AB) QUIRNHEIM DOMINUS IN BOSWEILER ET SACRI ROMANI IMPERII EQUES EMINENTISSIMI ELECTORIS MOGUNTIAE SECRETUS CONSILIARIUS ANNO 1707 = Johann Wilhelm Merz von Quirnheim Herr zu Boßweiler und des Heiligen Römischen Reichs Ritter, des herausragendsten Kurfürsten zu Mainz Geheimer Rat, im Jahre 1707 (siehe Bild)

Bei dem Kirchenbau handelte es sich um den erweiterten Umbau der ehemaligen Wallfahrtskirche St. Oswald. Diese wird 1496 als „capelle St. Oswald“ erstmals erwähnt. Teile der früheren Wallfahrtskapelle sind in der heutigen Bausubstanz noch erkennbar. Bei der östlichen Seitenkapelle handelt es sich um den geosteten Chor der alten Oswaldskirche; der neue Kirchenbau steht in Nord-Süd-Richtung.

Dem Kapuzinerorden fühlte sich Johann Wilhelm, wie schon sein Vater, anscheinend besonders verbunden. Im Jahre 1699 stiftete er dem Orden einen Bauplatz in Grünstadt. Die Grundsteinlegung des Neubaues erfolgte im gleichen Jahre zum Fronleichnamsfest im Beisein des Stifters, des Freiherrn Johann Wilhelm von Merz, Herr in Boßweiler und Quirnheim, sowie des k.u.k. Feldmarschalls und Statthalters von Heidelberg, dem Grafen Ludwig Philipp von Leiningen-Westerburg, dem Sohn des Grafen Ludwig-Eberhard.
Des Weiteren wurden aber auch die Kapuzinerorden in Worms und Mainz bedacht. Johann Wilhelm von Merz – Kurfürstlicher Geheimer Rat, Hofrat, Kanzler des Malteser-Ritterordens, Stadtschultheiß und Kurfürstlicher Rat, so die Aufzählung in einer Eintragung im Kirchenbuch von  St. Emmeran in Mainz.